# نونالي جونسون
نونالي جونسون (بالإنجليزية: Nunnally Johnson)‏ هو واضع كلمات الأوبرا وكاتب سيناريو ومنتج أفلام ومخرج أمريكي، ولد في 5 ديسمبر 1897 في كولومبوس في الولايات المتحدة، وتوفي في 25 مارس 1977 في هوليوود في الولايات المتحدة بسبب ذات الرئة.

## وصلات خارجية
- نونالي جونسون على موقع IMDb (الإنجليزية)
- نونالي جونسون على موقع الموسوعة البريطانية (الإنجليزية)
- نونالي جونسون على موقع ألو سيني (الفرنسية)
- نونالي جونسون على موقع تيرنر كلاسيك موفيز (الإنجليزية)
- نونالي جونسون على موقع أول موفي (الإنجليزية)
- نونالي جونسون على موقع قاعدة بيانات برودواي على الإنترنت (الإنجليزية)
- نونالي جونسون على موقع قاعدة بيانات الأفلام السويدية (السويدية)
- نونالي جونسون على موقع إن إن دي بي (الإنجليزية)
- نونالي جونسون على موقع قاعدة بيانات الفيلم (الإنجليزية)
- نونالي جونسون على موقع كينوبويسك (الروسية)